# Passo do Lukmanier
O passo do Lukmanier (romanche: Cuolm Lucomagn; italiano: Passo del Lucomagno; alemão: Lukmanierpass) é um passo de montanha, com 1 915 m de altitude, nos Alpes Suíços.
A estrada que parte de Disentis/Mustér no Cantão dos Grisões segue através do Val Medel através do passo para o Vale Blenio, em Biasca, no cantão do Ticino.
O Passo do Lukmanier permanece aberto durante todo o inverno e encontra-se na linha de separação das águas do Mar Adriático e do Mar do Norte.

## Nome
O nome vem do latim lucus magnus, "A Grande Floresta".

## Geografia
A rota atinge seu ponto culminante na altitude de 1 972 metros. O Passo do Lukmanier é o único que permite atravessar os Alpes Suíços de carro sem ultrapassar os 2 000 metros de altitude. Ele separa o Maciço do São Gotardo do Adula, e se situa sobre a divisória de águas entre o Mar Mediterrâneo e o Mar do Norte.
| Localidade      | altitude | distância | desnível | distância total | desnível total |
| --------------- | -------- | --------- | -------- | --------------- | -------------- |
| Disentis/Mustér | 1 130 m  | -         | -        | -               | -              |
| Curaglia        | 1 332 m  | 5 km      | 202 m    | 5 km            | 202 m          |
| Platta          | m        | 1,5 km    | m        | 6,5 km          | m              |
| Passo           | 1 914 m  | 13,5 km   | m        | 20 km           | 784 m          |
| Camperio        | 1 249 m  | 13 km     | 665 m    | 33 km           | m              |
| Olivone         | 882 m    | 6 km      | m        | 39 km           | m              |
| Marogno         | m        | 15 km     | m        | 54 km           | m              |
| Malvaglia       | m        | 6 km      | m        | 60 km           | m              |
| Biasca          | 303 m    | 1 km      | m        | 61 km           | 827 m          |

## Monumentos e locais de interesse
A estátua de granito da Madonna col bambino (pt: Nossa Senhora com o Menino), por Giovanni Castro Genucchi, 1956, fica em uma colina no oratório de Santa Maria.